# Успение Богородично (Веланидия)
Вижте пояснителната страница за други значения на Успение Богородично.
„Успение Богородично“ (на гръцки: Κοιμήσεως της Θεοτόκου) е възрожденска православна църква в населишкото село Веланидия (Шербадес), Егейска Македония, Гърция.
Църквата е изградена в 1886 година. Изписана е в 1864 година от зографа Йоан М. от Самарина, който оставя подпис „χειρ Ιωάννης Μ. Σαμαρινέος“